# Gustav Conrad Bauer

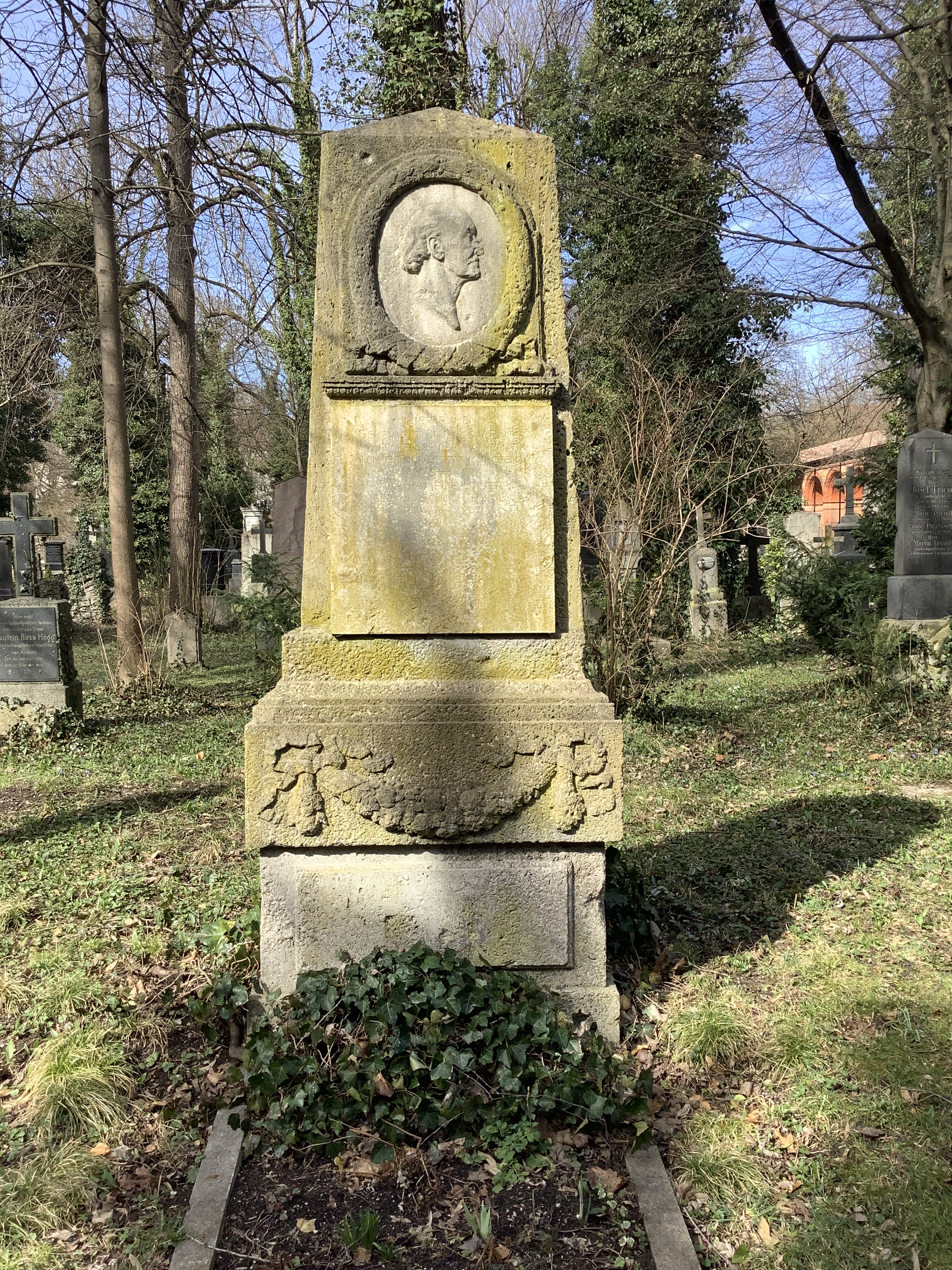
Tumba de Gustav Conrad Bauer en el Cementerio Sur de Múnich.

Gustav Conrad Bauer (18 de noviembre de 1820, Augsburgo – 3 de abril de 1906, Múnich) era un matemático alemán, conocido por la transformación de Bauer-Muir y las secciones cónicas de Bauer. Ganó un lugar en la historia de la ciencia por ser el asesor de doctorado (Doktorvater) de Heinrich Burkhardt, quién sería uno de los dos árbitros de la disertación doctoral de Albert Einstein.

## Educación y familia
En 1837, Gustav Bauer aprobó su Abitur en el Gymnasium bei St. Anna de Augsburgo. Continuó sus estudios de matemáticas en el Polytechnischen Schule Augsburg y también en las universidades de Erlangen, Viena y Berlín. En 1842, Bauer recibió su Promotierung bajo Peter Gustav Lejeune Dirichlet en la Universidad Humboldt en Berlín. A partir de 1842, Gustav Bauer continuó sus estudios en París bajo Joseph Liouville y otros matemáticos.
En 1862 Gustav Bauer se casó con Amalie, hija del Archivrat y Profesor Honorarius Nathanael von Schlichtegroll. El matrimonio produjo dos hijas y un hijo, Gustav Jr., quién llegó a ser un ingeniero conocido.

## Carrera profesional
A principios de su ocupación profesional, Bauer solicitó una posición de servicio civil como docente escolar pero terminó trabajando como tutor privado; de 1845 a 1853 trabajó en la casa real del Príncipe Mihail Sturdza y de, su sucesor, el Príncipe Grigore Alexandru Ghica, en lo que ahora es Rumania. En 1857, Bauer pasó tres meses en Inglaterra y, cuando regresó a Alemania, trabajó como un Privatdozent para la Facultad de Matemáticas de la Universidad de Maximilian del Ludwig de Múnich. Allí recibió su Habilitación y en 1865 fue profesor extraordinarius, en 1869 profesor ordinarius, y en 1900 profesor emeritus. 
Las investigaciones matemáticas de Bauer trataban con álgebra, problemas geométricos, armonicós esféricos, la función gamma, y fracciónes continuas generalizadas. En 1871 Bauer fue elegido un miembro pleno del Bayerische Akademie der Wissenschaften. En 1884 fue elegido un miembro de la Academia de Ciencias Leopoldina.  Su alumnado de doctorado incluye Heinrich Burkhardt, Eduard Ritter von Weber, y Christian August Vogler.